# Elzéar de Grimoard
Elzéar de Grimoard, parfois appelé simplement Elzéar Grimoard, était un ecclésiastique français. Il fut en effet grand prieur de l'ordre des chartreux de 1361 à 1367.

## Biographie
Elzéar de Grimoard est dit de Grizac en Gévaudan, où il est certainement né (aujourd'hui commune du Pont-de-Montvert). Il est par ailleurs l'oncle de Guillaume de Grimoard, pape sous le nom d'Urbain V. Il pourrait ainsi être le frère ou le cousin d'un autre Guillaume de Grimoard, chevalier, seigneur de Bellegarde et de Grizac, et d'Anglic de Grimoard, prieur du monastère Saint-Sauveur-de-Chirac.
Il est prieur de la chartreuse de Bonpas, dans le Comtat Venaissin, au bord de la Durance, avant de devenir grand prieur de l'ordre des chartreux en 1361. L'année suivante, son neveu Guillaume, abbé de Saint-Victor de Marseille, devient pape, sous le nom d'Urbain V, et son autre neveu, frère du précédent, Anglic de Grimoard, cardinal. Urbain V l'aidera dans sa politique de réforme des ordres monastiques, visant à plus de simplicité, auprès des chartreux. Cette réforme continuera après 1367 avec son successeur, Guillaume de Raynal.

## Sources et références
1. ↑  Yves Chiron, Urbain V le Bienheureux, 2010, éditions Via Romana, p. 174